# Стемонитис
Стемо́нитис (лат. Stemonitis) — род миксомицетов семейства стемонитовых, широко распространённый в природе, за исключением Антарктики.
Описано около 20 видов (данные 2017 года), на территории бывшего СССР обнаружено 8 видов (1993). Спорангии стемонитисов, внешне не отличающиеся от современных, были найдены в меловом бирманском янтаре.

## Описание
Плазмодий белый или жёлтый. Спороношение имеет вид многочисленных цилиндрических «пёрышек» (спорангиев), которые расположены на субстрате почти вертикально, образуя группы. Спорангий 2—20 мм высотой с более или менее выраженной ножкой. Внутри спорангия ножка переходит в колонку, проходящую почти по всей его длине. От колонки отходят нити капиллиция; на поверхности спорангия (под перидием) они образуют большей частью замкнутую сеть. Перидий плёнчатый, быстро исчезающий.
Споры в массе чёрные или коричневые, в проходящем свете буро-фиолетовые.
Различать отдельные виды трудно, для точной идентификации обычно необходима микроскопия.

## Распространение и экология
Распространённый род, встречается главным образом летом и осенью на гниющем дереве, отмерших ветвях, листьях.
Границы рода довольно размыты. От близкого рода Comatricha отличается замкнутой сетью капиллиция на поверхности спорангия.

## Основные виды

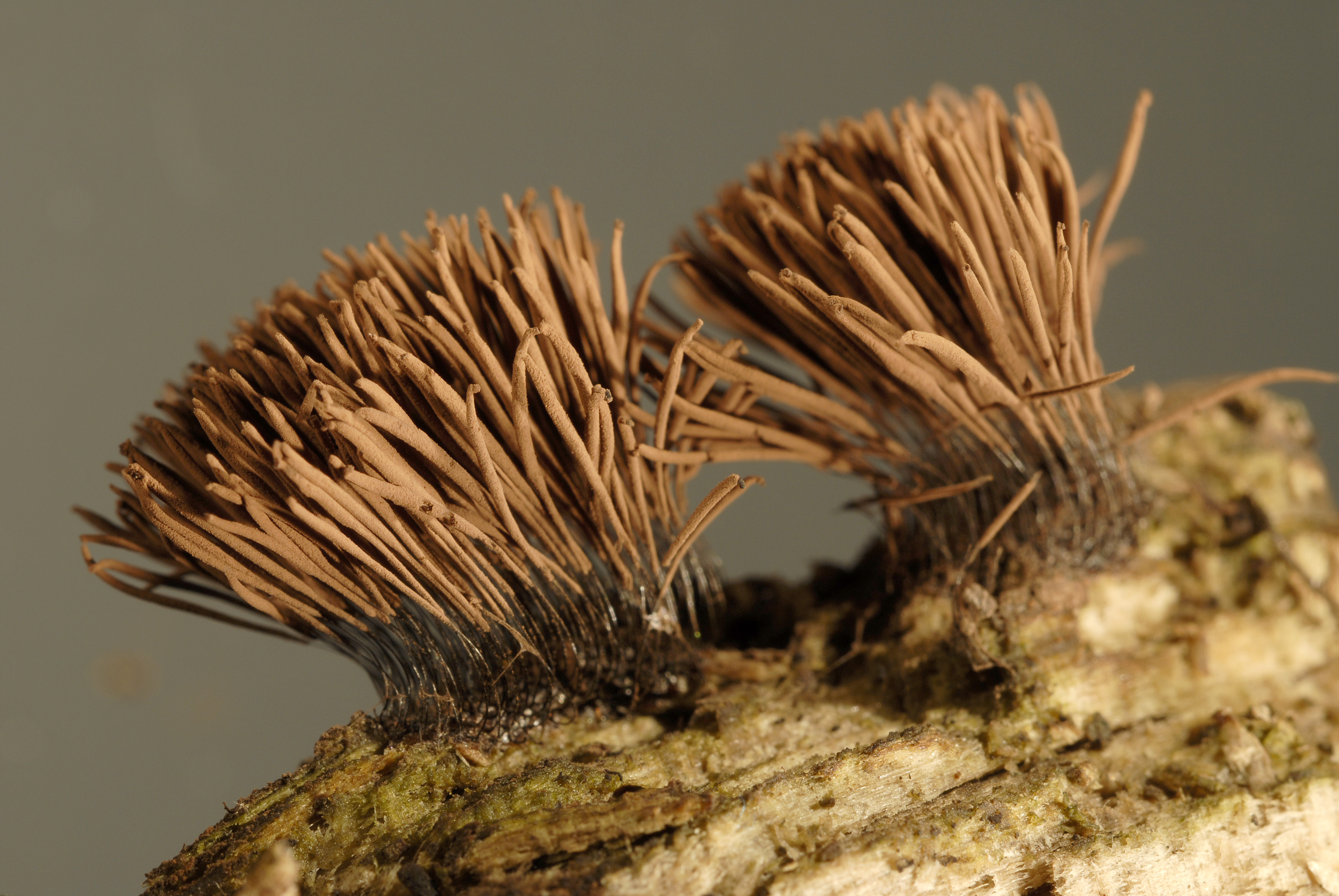
Stemonitis axifera

- Stemonitis aequalis
- Stemonitis axifera
- Stemonitis comatricha
- Stemonitis flavogenita
- Стемонитис бурый (Stemonitis fusca)
- Stemonitis herbatica
- Stemonitis lamproderma
- Stemonitis nigrescens
- Stemonitis pallida
- Stemonitis smithii
- Stemonitis splendens
- Stemonitis virginiensis